# 모리타 마사카즈
모리타 마사카즈(森田 成一, 1972년 10월 21일 ~ )는 일본의 배우, 성우이다. 아오니 프로덕션 소속.

## 약력
- NHK프로덕션 소속으로 배우로 활동했으나 파이널 판타지X의 주인공 티더 역을 맡은 걸 계기로 성우로 활동하고 있다.
- 특기는 검도, 가라테, 서예, 낚시.
- 제1회 성우 어워드에서 신인 남우상을 수상했다.

## 출연작
※주역·주요 캐릭터는 굵은 글씨

### TV 애니메이션
2003년
- 소닉X(크리스(청년시절))
- 테니스의 왕자님(타대)
- 록맨 에그제AXESS

2004년
- 아쿠아 키즈(지노)
- 음양대전기(요시카와 야쿠모)
- 지구로。〜Diamond Dust Drops〜(고우)
- 기동전사 건담SEED DESTINY(아울 리더)
- 현시연(알렉스)
- BLEACH (쿠로사키 이치고, 시로사키 이치고)
- BECK(효도)
- 유메리아(코아페이 두무, 학생A, 레슬러 소년, 풀의 남자들, 정육점, 카메라 애송이 외)
- 링에 걸어라1(타카네 류지)
- 보보보-보·보-보보(대원B)
- 메이저(사토 토시야)

2005년
- Xenosaga THE ANIMATION(루이즈 버질)
- 명탐정 코난(후쿠마 료스케)
- MAJOR 2nd season(사토 토시야)

2006년
- 금색의 코르다〜primo passo〜 (히하라 카즈키)
- 마지널 프린스 ~월계수의 왕자들~(알프레드 비스콘티)
- 링에 걸어라1 일본 결전편(타카네 류지)

2007년
- 게게게의 키타로(제5작)(미라남 베르몬드)
- BACCANO! -바카노-(젊은 차장/클레어 스탠필드)
- 명탐정 코난(쿠로사와 타츠케)
- MAJOR 3th season(사토 토시야)
- ONE PIECE(불사조 마르코)

2008년
- 케로로 중사(완 레인지)※제241화
- 듀얼 마스터즈 크로즈（바벨）
- MAJOR 4th season(사토 토시야)

2009년
- 금색의 코르다〜secondo passo〜(히하라 카즈키)
- 전국 BASARA (마에다 케이지)
- 배틀 스피리츠 소년격패 단(진)
- 동쪽의 에덴(유우키 료)
- 미라클☆트레인〜에도선에 어서오세요〜 (료고쿠 이츠미)
- MAJOR 5th season(사토 토시야)

2010년
- 괴담 레스토랑(신이치)
- MAJOR 6th season(사토 토시야)
- 링에 걸어라1 그림자편(타카네 류지)

2011년
- 타이거 앤 버니(바나비 브룩스Jr.)

#### 2014년
- 새벽의 연화(키쟈)

#### 2015년
- 새벽의 연화(키쟈)

### 극장판 애니메이션
2018년
- 드래곤볼 슈퍼: 브로리(위스)

### OVA
- 인터루드 (주인공)
- 성투사성시 명왕 하데스 명계편 (페가사스 세이야)

### 게임
- 진 삼국무쌍4 (방덕)
- 파이널 판타지X (티더)
- 파이널 판타지X-2 (티더, 슈인)